# Видимир млади
Видимир млади (Vidimir) е син на остготския крал Видимир († 473) и внук на Вандалар от династията на Амалите.
През 472/473 г. остготите напускат Панония и се разделят на две части. Баща му Видимир, тръгва с народа си към Италия, където има малко успехи и малко след това умира през 473 г.
Под предводителството на Видимир млади остготите са изпратени от император Глицерий, който е на власт от 3 март 473 до пролетта на 474 г., в Галия и там се включват към толозанските вестготи (473/ 474 г.). Смята се, че вероятно младият Видимир se заселва в Limousin (регион Лимузен в Средна Франция) и се издига до галски военачалник.